# Florent Hadergjonaj
Florent Hadergjonaj (Langnau im Emmental, 31 luglio 1994) è un calciatore svizzero naturalizzato kosovaro, difensore dell'Alanyaspor e della nazionale kosovara.

## Biografia
Nato e cresciuto a Langnau im Emmental in Svizzera, è di origini kosovaro-albanesi.

## Carriera

### Club
Il 29 settembre 2013 debutta nella Super League (Svizzera) con la maglia dello Young Boys. L'8 agosto 2016 viene acquistato a titolo definitivo per 2 milioni di euro dalla squadra tedesca dell'Ingolstadt 04, con cui firma un contratto quadriennale con scadenza il 30 giugno 2020. Il 24 agosto 2017 viene preso in prestito dall'Huddersfield Town. Rimane in Inghilterra fino al 31 gennaio 2020, giorno in cui viene ceduto in prestito ai turchi del Kasımpaşa. Il 25 settembre 2020 fa ritorno al club turco.

### Nazionale

#### Giovanili
Gioca la sua prima partita con la Nazionale svizzera Under-21 a Čerkasy il 4 settembre 2014 in occasione della gara contro l'Ucraina Under-21 valida per la qualificazione al campionato europeo Under-21 del 2015, partita persa dagli svizzeri per 2-0.

#### Maggiore
Esordisce con la Nazionale maggiore svizzera il 1º giugno 2017, nell'amichevole vinta 1-0 contro la Bielorussia, subentrando al 46º a Silvan Widmer.
Passa poi alla Nazionale del Kosovo a seguito dell'indipendenza del paese balcanico ed al conseguente riconoscimento della FIFA. Esordisce come calciatore kosovaro il 10 giugno 2019 nella vittoria per 3 a 2 contro la Bulgaria, gara valevole per le qualificazioni ad Euro 2020, subentrando al 62º a Mërgim Vojvoda. L'8 ottobre 2020 segna il suo primo gol con la maglia del Kosovo, nello spareggio valido per le qualificazioni ad Euro 2020, terminato con la vittoria della Macedonia del Nord per 2 a 1, che elimina i kosovari dalla corsa al campionato europeo.

## Statistiche

### Presenze e reti nei club
Statistiche aggiornate al 4 febbraio 2025.
| Stagione                 | Squadra                  | Campionato               | Campionato | Campionato | Coppe nazionali | Coppe nazionali | Coppe nazionali | Coppe continentali | Coppe continentali | Coppe continentali | Altre coppe | Altre coppe | Altre coppe | Totale | Totale |
| Stagione                 | Squadra                  | Comp                     | Pres       | Reti       | Comp            | Pres            | Reti            | Comp               | Pres               | Reti               | Comp        | Pres        | Reti        | Pres   | Reti   |
| ------------------------ | ------------------------ | ------------------------ | ---------- | ---------- | --------------- | --------------- | --------------- | ------------------ | ------------------ | ------------------ | ----------- | ----------- | ----------- | ------ | ------ |
| 2012-2013                | Young Boys II            | PLC                      | 23         | 2          | -               | -               | -               | -                  | -                  | -                  | -           | -           | -           | 23     | 2      |
| lug.-set. 2013           | Young Boys II            | PLC                      | 8          | 0          | -               | -               | -               | -                  | -                  | -                  | -           | -           | -           | 8      | 0      |
| Totale Young Boys II     | Totale Young Boys II     | Totale Young Boys II     | 31         | 2          |                 | -               | -               |                    | -                  | -                  |             | -           | -           | 31     | 2      |
| 2013-2014                | Young Boys               | SL                       | 11         | 1          | CS              | 1               | 0               | -                  | -                  | -                  | -           | -           | -           | 12     | 1      |
| 2014-2015                | Young Boys               | SL                       | 26         | 0          | CS              | 1               | 0               | UEL                | 8                  | 0                  | -           | -           | -           | 35     | 0      |
| 2015-2016                | Young Boys               | SL                       | 32         | 0          | CS              | 3               | 0               | UCL+UEL            | 1+1                | 0                  | -           | -           | -           | 37     | 0      |
| lug.-ago. 2016           | Young Boys               | SL                       | 2          | 0          | CS              | 0               | 0               | UCL                | 2                  | 0                  | -           | -           | -           | 4      | 0      |
| Totale Young Boys        | Totale Young Boys        | Totale Young Boys        | 71         | 1          |                 | 5               | 0               |                    | 12                 | 0                  |             | -           | -           | 88     | 1      |
| 2016-2017                | Ingolstadt 04            | BL                       | 25         | 1          | CG              | 0               | 0               | -                  | -                  | -                  | -           | -           | -           | 25     | 1      |
| ago. 2017                | Ingolstadt 04            | 2BL                      | 2          | 0          | CG              | 0               | 0               | -                  | -                  | -                  | -           | -           | -           | 2      | 0      |
| ago.-giu. 2018           | Huddersfield Town        | PL                       | 23         | 0          | FACup+CdL       | 3+1             | 0               | -                  | -                  | -                  | -           | -           | -           | 27     | 0      |
| 2018-2019                | Huddersfield Town        | PL                       | 24         | 0          | FACup+CdL       | 0               | 0               | -                  | -                  | -                  | -           | -           | -           | 24     | 1      |
| 2019-gen.2020            | Huddersfield Town        | FLC                      | 21         | 0          | FACup+CdL       | 1               | 0               | -                  | -                  | -                  | -           | -           | -           | 22     | 0      |
| Totale Huddersfield Town | Totale Huddersfield Town | Totale Huddersfield Town | 68         | 0          |                 | 5               | 0               |                    |                    |                    |             |             |             | 73     | 0      |
| gen.-ago. 2020           | Kasımpaşa                | SL                       | 13         | 0          | CT              | 0               | 0               | -                  | -                  | -                  | -           | -           | -           | 13     | 0      |
| 2020-2021                | Kasımpaşa                | SL                       | 36         | 2          | CT              | 2               | 0               | -                  | -                  | -                  | -           | -           | -           | 38     | 2      |
| 2021-2022                | Kasımpaşa                | SL                       | 33         | 2          | CT              | 2               | 0               | -                  | -                  | -                  | -           | -           | -           | 35     | 2      |
| 2022-2023                | Kasımpaşa                | SL                       | 25         | 3          | CT              | 1               | 0               | -                  | -                  | -                  | -           | -           | -           | 26     | 3      |
| Totale Kasimpasa         | Totale Kasimpasa         | Totale Kasimpasa         | 107        | 7          |                 | 5               | 0               |                    | -                  | -                  |             | -           | -           | 112    | 7      |
| 2023-2024                | Alanyaspor               | SL                       | 31         | 2          | CT              | 2               | 0               | -                  | -                  | -                  | -           | -           | -           | 33     | 2      |
| 2024-2025                | Alanyaspor               | SL                       | 21         | 2          | CT              | 3               | 0               | -                  | -                  | -                  | -           | -           | -           | 24     | 2      |
| Totale Alanyaspor        | Totale Alanyaspor        | Totale Alanyaspor        | 52         | 4          |                 | 5               | 0               |                    | -                  | -                  |             | -           | -           | 57     | 4      |
| Totale carriera          | Totale carriera          | Totale carriera          | 356        | 15         |                 | 20              | 0               |                    | 12                 | 0                  |             | -           | -           | 388    | 15     |

### Cronologia presenze e reti in Nazionale
| Cronologia completa delle presenze e delle reti in nazionale ― Kosovo | Cronologia completa delle presenze e delle reti in nazionale ― Kosovo | Cronologia completa delle presenze e delle reti in nazionale ― Kosovo | Cronologia completa delle presenze e delle reti in nazionale ― Kosovo | Cronologia completa delle presenze e delle reti in nazionale ― Kosovo | Cronologia completa delle presenze e delle reti in nazionale ― Kosovo | Cronologia completa delle presenze e delle reti in nazionale ― Kosovo | Cronologia completa delle presenze e delle reti in nazionale ― Kosovo |
| Data                                                                  | Città                                                                 | In casa                                                               | Risultato                                                             | Ospiti                                                                | Competizione                                                          | Reti                                                                  | Note                                                                  |
| --------------------------------------------------------------------- | --------------------------------------------------------------------- | --------------------------------------------------------------------- | --------------------------------------------------------------------- | --------------------------------------------------------------------- | --------------------------------------------------------------------- | --------------------------------------------------------------------- | --------------------------------------------------------------------- |
| 10-6-2019                                                             | Sofia                                                                 | Bulgaria                                                              | 2 – 3                                                                 | Kosovo                                                                | Qual. Euro 2020                                                       | -                                                                     | 62’                                                                   |
| 7-9-2019                                                              | Pristina                                                              | Kosovo                                                                | 2 – 1                                                                 | Rep. Ceca                                                             | Qual. Euro 2020                                                       | -                                                                     |                                                                       |
| 10-9-2019                                                             | Southampton                                                           | Inghilterra                                                           | 5 – 3                                                                 | Kosovo                                                                | Qual. Euro 2020                                                       | -                                                                     |                                                                       |
| 10-10-2019                                                            | Pristina                                                              | Kosovo                                                                | 1 – 0                                                                 | Gibilterra                                                            | Amichevole                                                            | -                                                                     |                                                                       |
| 14-10-2019                                                            | Pristina                                                              | Kosovo                                                                | 2 – 0                                                                 | Montenegro                                                            | Qual. Euro 2020                                                       | -                                                                     |                                                                       |
| 14-11-2019                                                            | Plzeň                                                                 | Rep. Ceca                                                             | 2 – 1                                                                 | Kosovo                                                                | Qual. Euro 2020                                                       | -                                                                     | 77’                                                                   |
| 17-11-2019                                                            | Pristina                                                              | Kosovo                                                                | 0 – 4                                                                 | Inghilterra                                                           | Qual. Euro 2020                                                       | -                                                                     | 73’                                                                   |
| 3-9-2020                                                              | Parma                                                                 | Moldavia                                                              | 1 – 1                                                                 | Kosovo                                                                | UEFA Nations League 2020-2021 - 1º turno                              | -                                                                     | 60’                                                                   |
| 6-9-2020                                                              | Pristina                                                              | Kosovo                                                                | 1 – 2                                                                 | Grecia                                                                | UEFA Nations League 2020-2021 - 1º turno                              | -                                                                     |                                                                       |
| 8-10-2020                                                             | Skopje                                                                | Macedonia del Nord                                                    | 2 – 1                                                                 | Kosovo                                                                | Qual. Euro 2020                                                       | 1                                                                     |                                                                       |
| 11-10-2020                                                            | Pristina                                                              | Kosovo                                                                | 0 – 1                                                                 | Slovenia                                                              | UEFA Nations League 2020-2021 - 1º turno                              | -                                                                     |                                                                       |
| 14-10-2020                                                            | Atene                                                                 | Grecia                                                                | 0 – 0                                                                 | Kosovo                                                                | UEFA Nations League 2020-2021 - 1º turno                              | -                                                                     | 58’                                                                   |
| 11-11-2020                                                            | Elbasan                                                               | Albania                                                               | 2 – 1                                                                 | Kosovo                                                                | Amichevole                                                            | -                                                                     | 84’                                                                   |
| 15-11-2020                                                            | Lubiana                                                               | Slovenia                                                              | 2 – 1                                                                 | Kosovo                                                                | UEFA Nations League 2020-2021 - 1º turno                              | -                                                                     |                                                                       |
| 18-11-2020                                                            | Pristina                                                              | Kosovo                                                                | 1 – 0                                                                 | Moldavia                                                              | UEFA Nations League 2020-2021 - 1º turno                              | -                                                                     | 80’                                                                   |
| 24-3-2021                                                             | Pristina                                                              | Kosovo                                                                | 4 – 0                                                                 | Lituania                                                              | Amichevole                                                            | -                                                                     |                                                                       |
| 28-3-2021                                                             | Pristina                                                              | Kosovo                                                                | 0 – 3                                                                 | Svezia                                                                | Qual. Mondiali 2022                                                   | -                                                                     | 12’                                                                   |
| 31-3-2021                                                             | Siviglia                                                              | Spagna                                                                | 3 – 1                                                                 | Kosovo                                                                | Qual. Mondiali 2022                                                   | -                                                                     |                                                                       |
| 2-9-2021                                                              | Batumi                                                                | Georgia                                                               | 0 – 1                                                                 | Kosovo                                                                | Qual. Mondiali 2022                                                   | -                                                                     |                                                                       |
| 5-9-2021                                                              | Pristina                                                              | Kosovo                                                                | 1 – 1                                                                 | Grecia                                                                | Qual. Mondiali 2022                                                   | -                                                                     |                                                                       |
| 8-9-2021                                                              | Pristina                                                              | Kosovo                                                                | 0 – 2                                                                 | Spagna                                                                | Qual. Mondiali 2022                                                   | -                                                                     |                                                                       |
| 9-10-2021                                                             | Solna                                                                 | Svezia                                                                | 3 – 0                                                                 | Kosovo                                                                | Qual. Mondiali 2022                                                   | -                                                                     | 28’                                                                   |
| 29-3-2022                                                             | Zurigo                                                                | Svizzera                                                              | 1 – 1                                                                 | Kosovo                                                                | Amichevole                                                            | -                                                                     |                                                                       |
| 24-9-2022                                                             | Belfast                                                               | Irlanda del Nord                                                      | 2 – 1                                                                 | Kosovo                                                                | UEFA Nations League 2022-2023 - 1º turno                              | -                                                                     |                                                                       |
| 27-9-2022                                                             | Pristina                                                              | Kosovo                                                                | 5 – 1                                                                 | Cipro                                                                 | UEFA Nations League 2022-2023 - 1º turno                              | -                                                                     | 89’                                                                   |
| 25-3-2023                                                             | Tel Aviv                                                              | Israele                                                               | 1 – 1                                                                 | Kosovo                                                                | Qual. Euro 2024                                                       | -                                                                     | 88’                                                                   |
| 28-3-2023                                                             | Pristina                                                              | Kosovo                                                                | 1 – 1                                                                 | Andorra                                                               | Qual. Euro 2024                                                       | -                                                                     |                                                                       |
| 9-9-2023                                                              | Pristina                                                              | Kosovo                                                                | 2 – 2                                                                 | Svizzera                                                              | Qual. Euro 2024                                                       | -                                                                     | 68’                                                                   |
| 12-9-2023                                                             | Bucarest                                                              | Romania                                                               | 2 – 0                                                                 | Kosovo                                                                | Qual. Euro 2024                                                       | -                                                                     | 54’                                                                   |
| 12-10-2023                                                            | Andorra la Vella                                                      | Andorra                                                               | 0 – 3                                                                 | Kosovo                                                                | Qual. Euro 2024                                                       | -                                                                     |                                                                       |
| 18-11-2023                                                            | Basilea                                                               | Svizzera                                                              | 1 – 1                                                                 | Kosovo                                                                | Qual. Euro 2024                                                       | -                                                                     | 73’                                                                   |
| 21-11-2023                                                            | Pristina                                                              | Kosovo                                                                | 0 – 1                                                                 | Bielorussia                                                           | Qual. Euro 2024                                                       | -                                                                     | 83’                                                                   |
| 26-3-2024                                                             | Budapest                                                              | Ungheria                                                              | 2 – 0                                                                 | Kosovo                                                                | Amichevole                                                            | -                                                                     | 71’ 87’                                                               |
| 9-9-2024                                                              | Larnaca                                                               | Cipro                                                                 | 0 – 4                                                                 | Kosovo                                                                | UEFA Nations League 2024-2025 - 1º turno                              | -                                                                     |                                                                       |
| 12-10-2024                                                            | Kaunas                                                                | Lituania                                                              | 1 – 2                                                                 | Kosovo                                                                | UEFA Nations League 2024-2025 - 1º turno                              | -                                                                     | 59’                                                                   |
| 15-11-2024                                                            | Bucarest                                                              | Romania                                                               | 3 – 0 tav                                                             | Kosovo                                                                | UEFA Nations League 2024-2025 - 1º turno                              | -                                                                     | 7’                                                                    |
| 18-11-2024                                                            | Pristina                                                              | Kosovo                                                                | 1 – 0                                                                 | Lituania                                                              | UEFA Nations League 2024-2025 - 1º turno                              | -                                                                     |                                                                       |
| Totale                                                                |                                                                       | Presenze (10º posto)                                                  | 37                                                                    |                                                                       | Reti                                                                  | 1                                                                     |                                                                       |

| Cronologia completa delle presenze e delle reti in nazionale ― Svizzera | Cronologia completa delle presenze e delle reti in nazionale ― Svizzera | Cronologia completa delle presenze e delle reti in nazionale ― Svizzera | Cronologia completa delle presenze e delle reti in nazionale ― Svizzera | Cronologia completa delle presenze e delle reti in nazionale ― Svizzera | Cronologia completa delle presenze e delle reti in nazionale ― Svizzera | Cronologia completa delle presenze e delle reti in nazionale ― Svizzera | Cronologia completa delle presenze e delle reti in nazionale ― Svizzera |
| Data                                                                    | Città                                                                   | In casa                                                                 | Risultato                                                               | Ospiti                                                                  | Competizione                                                            | Reti                                                                    | Note                                                                    |
| ----------------------------------------------------------------------- | ----------------------------------------------------------------------- | ----------------------------------------------------------------------- | ----------------------------------------------------------------------- | ----------------------------------------------------------------------- | ----------------------------------------------------------------------- | ----------------------------------------------------------------------- | ----------------------------------------------------------------------- |
| 1-6-2017                                                                | Neuchâtel                                                               | Svizzera                                                                | 1 – 0                                                                   | Bielorussia                                                             | Amichevole                                                              | -                                                                       | 46’                                                                     |
| Totale                                                                  |                                                                         | Presenze                                                                | 1                                                                       |                                                                         | Reti                                                                    | 0                                                                       |                                                                         |

| Cronologia completa delle presenze e delle reti in nazionale ― Svizzera under 21 | Cronologia completa delle presenze e delle reti in nazionale ― Svizzera under 21 | Cronologia completa delle presenze e delle reti in nazionale ― Svizzera under 21 | Cronologia completa delle presenze e delle reti in nazionale ― Svizzera under 21 | Cronologia completa delle presenze e delle reti in nazionale ― Svizzera under 21 | Cronologia completa delle presenze e delle reti in nazionale ― Svizzera under 21 | Cronologia completa delle presenze e delle reti in nazionale ― Svizzera under 21 | Cronologia completa delle presenze e delle reti in nazionale ― Svizzera under 21 |
| Data                                                                             | Città                                                                            | In casa                                                                          | Risultato                                                                        | Ospiti                                                                           | Competizione                                                                     | Reti                                                                             | Note                                                                             |
| -------------------------------------------------------------------------------- | -------------------------------------------------------------------------------- | -------------------------------------------------------------------------------- | -------------------------------------------------------------------------------- | -------------------------------------------------------------------------------- | -------------------------------------------------------------------------------- | -------------------------------------------------------------------------------- | -------------------------------------------------------------------------------- |
| 4-9-2014                                                                         | Kiev                                                                             | Ucraina under 21                                                                 | 2 – 0                                                                            | Svizzera under 21                                                                | Qual. Europeo Under-21 2015                                                      | -                                                                                | 46’                                                                              |
| 8-9-2014                                                                         | Lugano                                                                           | Svizzera under 21                                                                | 7 – 1                                                                            | Lettonia under 21                                                                | Qual. Europeo Under-21 2015                                                      | -                                                                                |                                                                                  |
| Totale                                                                           |                                                                                  | Presenze                                                                         | 2                                                                                |                                                                                  | Reti                                                                             | 0                                                                                |                                                                                  |